# Yusuf Mohammed Haji

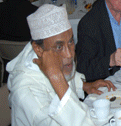
Yusuf Mohammed Haji

Yusuf Mohammed Haji (* 23. Dezember 1940; † 15. Februar 2021 in Nairobi) war ein kenianischer Politiker und Mitglied der Kenya African National Union (KANU). Er war von 2008 bis 2013 Verteidigungsminister seines Landes.
Haji erlangte einen Abschluss in Management und Controlling an der University of Birmingham. 
2002 wurde Haji erstmals in die kenianische Nationalversammlung gewählt. Im Januar 2008 wurde er nach den Parlamentswahlen in Kenia 2007 als Nachfolger von Njenga Karume zum Verteidigungsminister ernannt. Im Jahr 2013 wurde er von Raychelle Omamo abgelöst. Ab 2013 war er Senator für Garissa County. Zum Zeitpunkt seines Todes verbrachte er seine vierte Legislaturperiode als Abgeordneter im Parlament. 
Haji starb 2021 mit 80 Jahren im Aga Khan Hospital in Nairobi. Er wurde auf dem dortigen Langata Cemetery bestattet.